# Ravalement de façade
Ne doit pas être confondu avec façadisme.

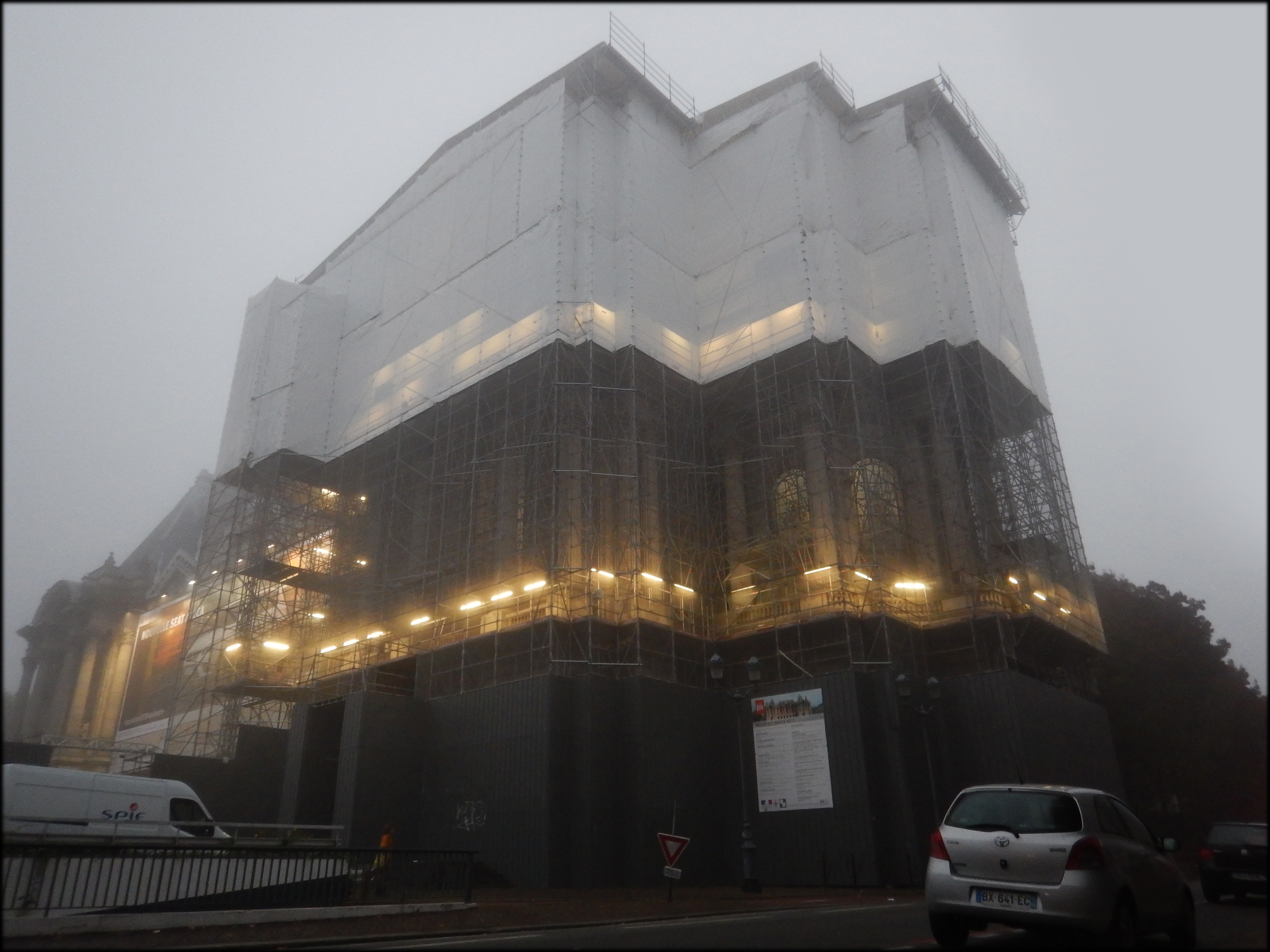
Chantier de ravalement de façades du Palais des Beaux-Arts de Lille, avec échafaudages, bâches de protection et éclairage, ici dans la brume matinale le 27 octobre 2016

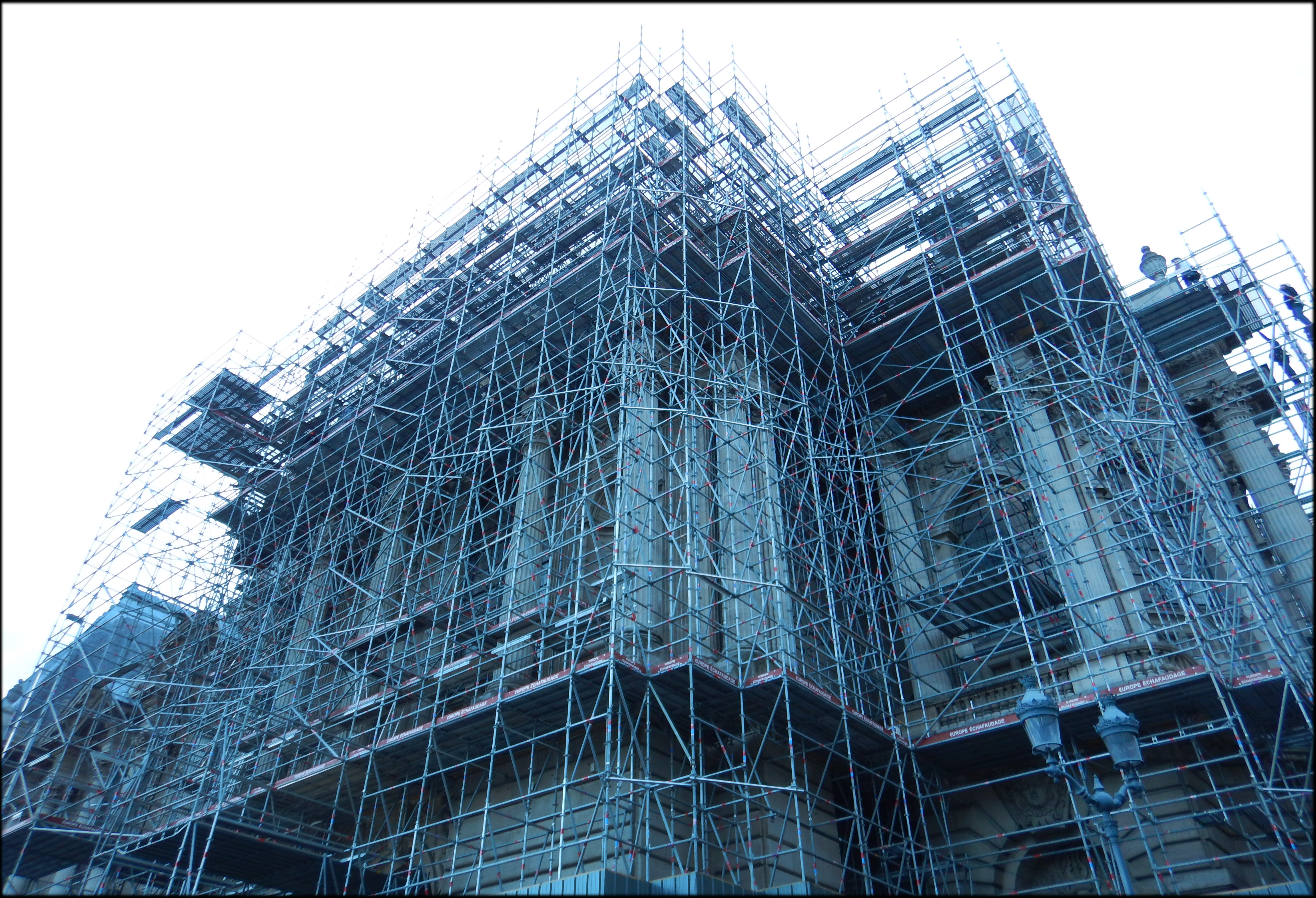
Mise en place de l'échafaudage ci-dessus

Le ravalement de façade est un « travail consistant à remettre à neuf le parement d'un ouvrage de maçonnerie en procédant de haut en bas ; résultat de ce travail ».
Le ravalement de façade demande des outils précis et un savoir-faire. Il est donc réalisé par des entreprises spécialisées dans la rénovation et le ravalement de façade. Des certifications existent dans le milieu du bâtiment quant à ce type précis de travaux, telles que la certification Qualibat en France.
Un ravalement de façade est plus qu'un simple nettoyage. Cette opération de rénovation va aussi servir à traiter et réparer pour conserver un équilibre durable du bâtiment ainsi qu'une bonne isolation thermique.

## Formations
Le spécialiste de la rénovation de façade est le façadier. Ce dernier a pour mission de protéger, isoler et imperméabiliser l'extérieur de nos habitations.
En France, ce métier est accessible après des formations préparant des CAP ou des bac pro du bâtiment et des travaux publics :
- Certificat d'aptitude professionnelle (CAP) maçon (2 ans après la 3e)
- CAP plâtrier-plaquiste
- CAP peintre, applicateur de revêtements
- CAP carreleur-mosaïste
- CAP étancheur du bâtiment et des travaux publics
- Brevet professionnel (BP) maçon
- BP plâtrerie et plaque
- BP peinture et revêtement
- Bac pro aménagement et finition du bâtiment (3 ans après la 3e)
- MC plaquiste
- MC peinture décoration
- BTS aménagement-finition (bac+2)

## Loi et réglementation françaises

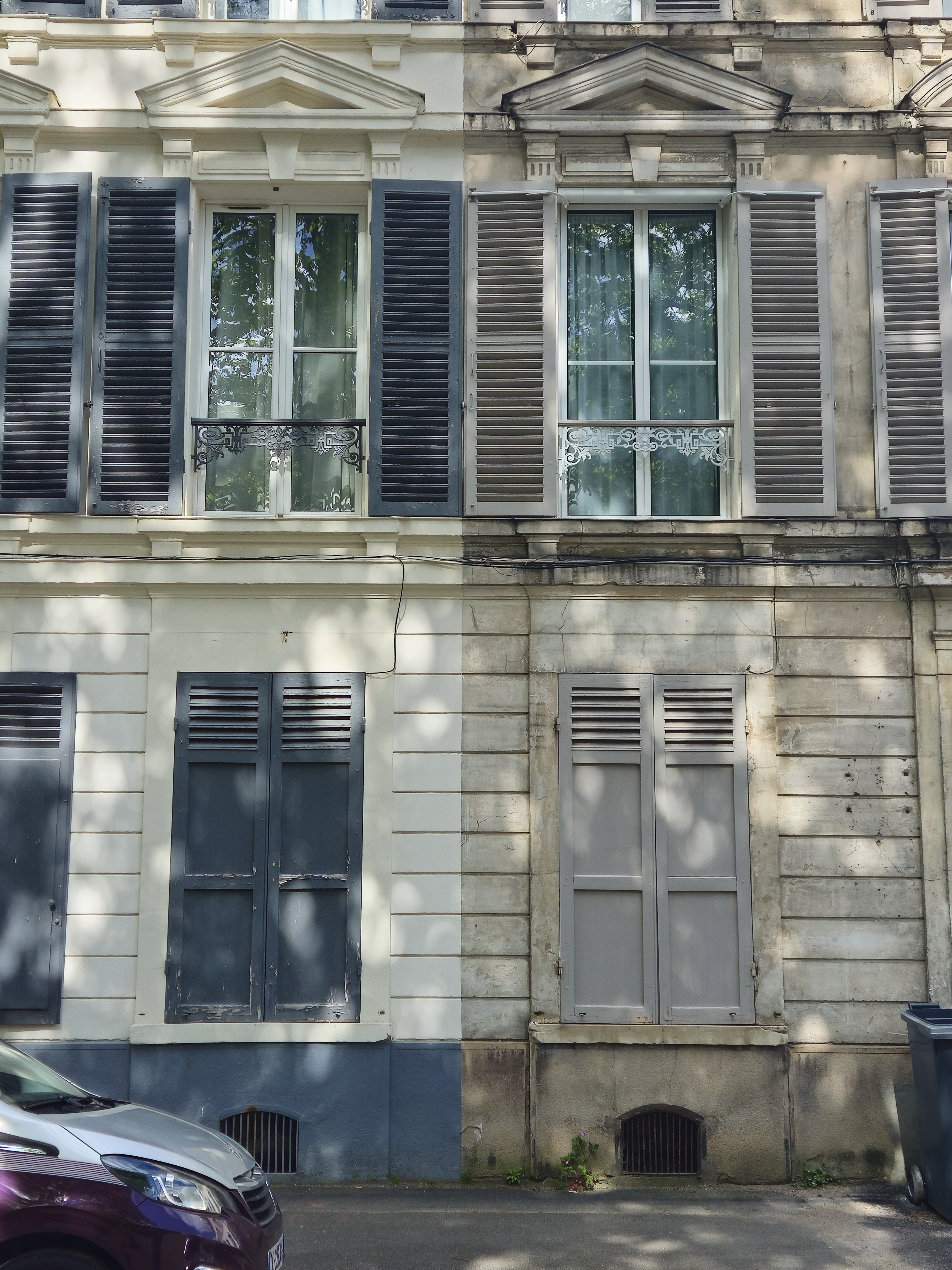
Un ravalement partiel de façade (gauche) sur un même immeuble, à Fontainebleau, témoigne d'une division de propriété. Photographié en avril 2024.

Les articles L132-1 à L132-5 du Code de la construction et de l'habitation imposent au propriétaire d'un immeuble de maintenir la façade de son bien en bon état de propreté. Aucun délai n'est toutefois prévu pour procéder à un ravalement de façade, sauf dans certaines communes où il est obligatoire tous les 10 ans.
Chaque commune applique ce texte selon sa propre interprétation. L'article L152-11 du Code de la construction et de l'habitation dispose que le propriétaire qui n'exécute pas un ravalement après injonction du maire risque une amende de 3 750 €.

## Aides fiscales en France
Le ravalement de façade peut faire l'objet d'aide fiscales. Parmi les acteurs, l'Agence nationale de l'habitat (ANAH) propose des subventions. Des aides peuvent aussi être proposée par des communes ou des collectivités territoriales. Enfin la Direction départementale de l'équipement (DDE) peut aussi proposer des aides.

### Conditions de l’obtention de l’aide de l’ANAH
L’ANAH ne peut aider que les propriétaires, le syndic et les locataires. Les logements doivent être occupés ou loués plus de 15 ans à la date de l’octroi de la subvention. L’ANAH analyse également les ressources. Les travaux doivent être réalisés par des professionnels du bâtiment. Les travaux ne devront être entrepris qu’après l’accord de l’ANAH. Les logements doivent être occupés et loués pendant 9 mois. Durant les 10 années précédentes, le logement ne devra pas avoir reçu d’aide de l’État.

### Crédit d’impôt
Le ravalement de façade permet une amélioration de l'isolation par l’extérieur. Concernant l’isolation thermique par l’extérieur, le crédit d’impôt est de 15% de déduction fiscale.

## Matériaux de façade
On retrouve principalement quatre matériaux sur les façades de maison: la brique, le béton, la pierre et le bois.

### Ravalement de façade en brique[11]
Les briques anciennes sont gélives, provoquant effritement et éclatement lors de périodes de gel. Le ravalement d'une façade en brique ne doit pas user de ciment ou matériaux rendant le mur étanche. La façade doit respirer. Pour les façades en brique, il est donc préférable d'utiliser un enduit ayant des propriétés respirantes tel que les enduits à base de chaux faiblement hydraulique ou bien de chaux aérienne.

### Ravalement de façade en bois[12]
On trouve deux types de bardage pour les façades en bois : massif ou reconstitué. Le ravalement d'une façade en bois s'opère simplement par une première étape qui consiste à poncer et décaper afin de repartir sur une base propre afin d'appliquer une finition microporeuse type lasure ou peinture. Sur les façades en bois il faudra surveiller que ce dernier n'est pas attaqué par des parasites auquel cas un traitement insecticide est nécessaire.

### Ravalement de façade en béton[13]
Pour opérer le ravalement d'une façade en béton il faut utiliser des enduits industriels adapté aux supports dur. Lorsque la façade béton présente des imperfections on peut utiliser un enduit épais à semi-épais afin de cacher les imperfections et réparer la surface.

### Ravalement de façade en pierre[14]
Le ravalement d'une façade en pierre est plus complexe et demandes des compétences en maçonnerie notamment lorsqu'il est nécessaire de refaire le parement. Lorsque la façade est réalisée avec des pierres de taille elle ne nécessite pas d'enduit mais l'application d'un hydrofuge. Sinon il suffit d'utiliser un enduit protecteur type chaux.

## Types de revêtements[15]

### Peintures
- Peinture pliolite.
- Peinture acrylique.
- Peinture minérales.

### Enduit hydraulique mono-couche
Plus communément appelés crépis : ces enduits sont souvent utilisés dans le neuf.
- Enduit projeté.
- Enduit écrasé.
- Enduit gratté.
- Enduit taloché.

### Isolation thermique par l’extérieur (ITE)
- Polystyrène.
- Laine de roche.

## Types de pathologie de façade
On appelle pathologie de façade un état qui provoque la nécessité d'un ravalement. On retrouve dans les pathologies sans dégradation du support :
- salissure par voie biologique : colonisation biologique par des micro-organismes (bactéries, microchampignons, microalgues ou protozoaires) formant un biofilm ou par des mousses dont les recouvrements sur les façades sont responsables d'un changement de couleur
- salissure par voie physico-chimique : encrassement[17] favorisé par l'empoussièrement du aux particules atmosphériques d'origine anthropique (cendres volantes, suies, particules de bois) ou d'origine naturelle (sels marins, particules terrigènes, micro-organismes).
- décollement de peinture

Avec dégradations du support :
- fissures de l’enduit ou du crépi
- dégradation des joints
- efflorescence capable de produire différents types d'altérations[18] sous l'effet de l'haloclastie : desquamation (formation de plaques, d'écailles), désagrégation (formation d'un sable) et alvéolisation

## Machines à utiliser
Pour ce type de travaux, il est généralement possible de louer du matériel de chantier. Le ravalement de façade nécessite des engins tels que : des camions nacelles, des nacelles araignées, des nacelles articulées ou encore des nacelles télescopiques...
Une nacelle élévatrice, permet de travailler en hauteur en toute sécurité.